# Верхне-Деснинская группа говоров

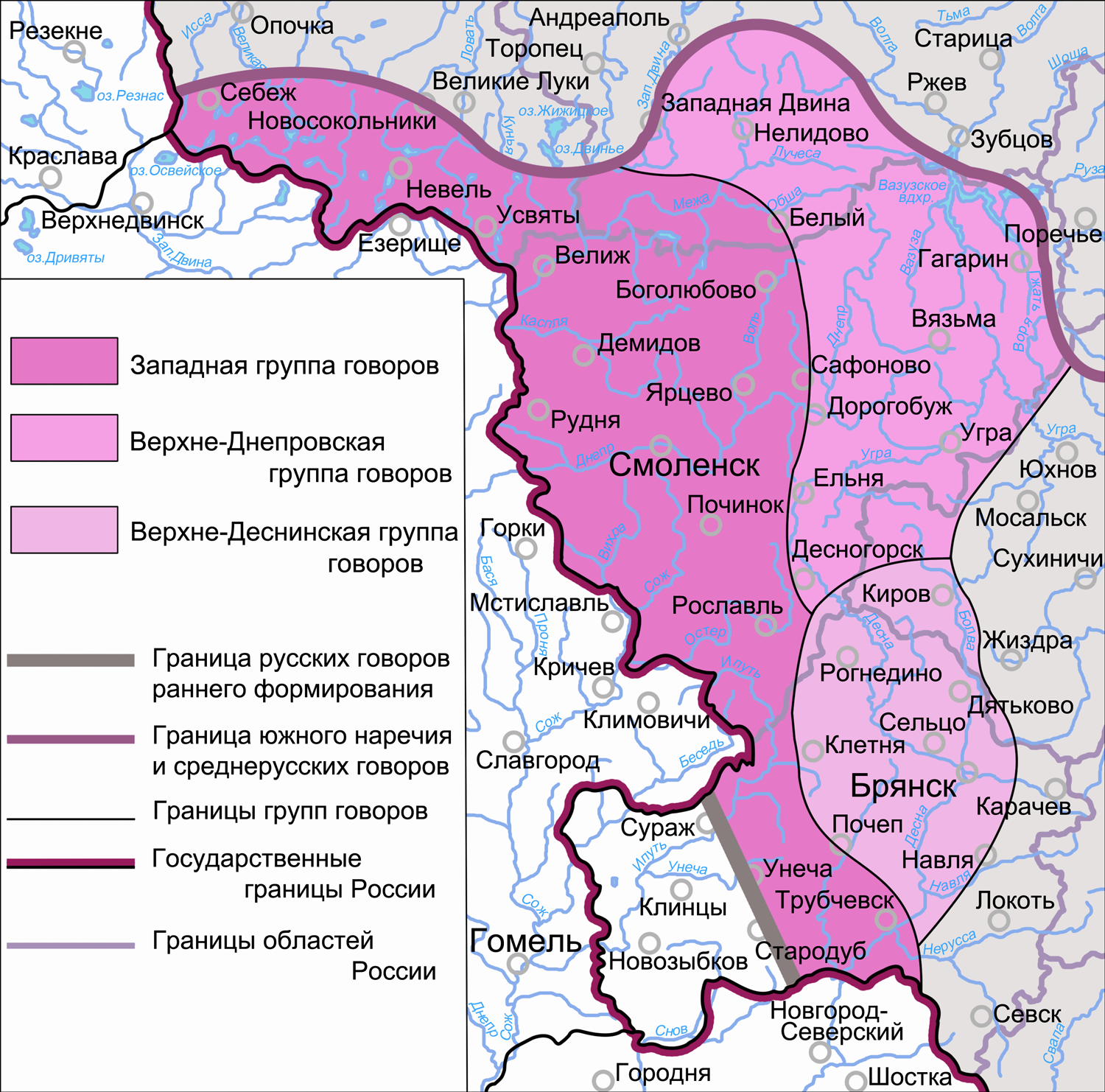
Верхне-Деснинская группа на карте западных южнорусских говоров.

Ве́рхне-Десни́нская гру́ппа го́воров — южнорусские говоры, распространённые на территории центральных и северных районов Брянской области.
Верхне-деснинские говоры вместе с говорами Западной и Верхне-Днепровской групп образуют общность западных южнорусских говоров. Располагаясь в западной части ареала южнорусского наречия, а также в пределах ареалов западной и юго-западной диалектных зон, западные южнорусские говоры говоры разделяют все южнорусские диалектные особенности, а также характеризуются западными и юго-западными диалектными чертами. Данные черты противопоставляют Верхне-Деснинскую группу вместе с близкими ей Западной и Верхне-Днепровской группами в пределах южнорусского наречия Рязанской группе говоров с признаками юго-восточной диалектной зоны и сближают с южнорусскими говорами Курско-Орловской группы и среднерусскими говорами Псковской группы.

## Вопросы классификации
| Классификация: - Русский язык - Южнорусское наречие - Западные южнорусские говоры |

На диалектологической карте русского языка 1914 (или 1915 года) территория современных верхне-деснинских говоров входила в группу переходных говоров от белорусских к южновеликорусским. На этой же карте, уточнённой Н. Н. Дурново в 1927 году, говоры к западу от Брянска отнесены к севернобелорусским говорам. На карте, опубликованной в издании «Народы Европейской части СССР» 1964 года, где на взятой за основу карте 1914 года отделена территория русского языка по границе РСФСР с Белорусской и Украинской ССР, западная часть верхне-деснинских говоров входила в западную группу южнорусского наречия, а восточная часть в состав «говоров на стыке западной, южной и тульской групп». На современной карте русских диалектов, составленной в 1964 (и опубликованной в 1965 году) верхне-деснинские говоры были выделены в самостоятельную группу в составе южного наречия русского языка.
Верхне-Деснинская группа говоров выделяется среди других южнорусских групп западной локализации наличием как собственных диалектных черт, так и наличием ряда черт юго-восточной диалектной зоны, прежде всего тех черт, изоглоссы которых наиболее удалены к западу — пучки изоглосс варианта Г и частично варианта В. В то же время большинство других языковых черт юго-восточной диалектной зоны отсутствует на всей территории Верхне-Деснинской группы, что обособляет верхне-деснинские в числе говоров западной локализации от остальных групп говоров южного наречия. Наличие языковых черт юго-западной диалектной зоны объединяет верхне-деснинские говоры с межзональными говорами А и курско-орловскими говорами, расположенными к востоку от группы, в пределах южнорусского наречия, а также с говорами Псковской группы среднерусских говоров, расположенными к северу от западных южнорусских говоров.
Большое число диалектных черт верхне-деснинские говоры разделяют с близкими им западными и верхне-днепровскими южнорусскими говорами, часть этих черт встречается также в соседних с ними диалектных объединениях: в межзональных говорах А южного наречия, представляющих собой переходные говоры к центральному южнорусскому диалектному ареалу (к говорам Курско-Орловской группы), а также в самой Курско-Орловской группе говоров.

## Область распространения
Верхне-Деснинская группа говоров размещается в юго-западной части ареала распространения русских диалектов раннего формирования на территории Брянской области, в её центральных, северных и в северо-восточных районах, а также в южных районах Калужской области, сопредельных с северными районами Брянской области.
С севера говоры Верхне-Деснинской группы граничат с говорами Верхне-Днепровской группы, с запада — с говорами Западной группы, с востока — с полосой переходных межзональных говоров А.

## Особенности говоров
Языковой комплекс, характерный для Верхне-Деснинской группы, включает все диалектные явления южного наречия:
К ним относятся такие черты, как аканье; фрикативное образование звонкой задненёбной фонемы /ү/ и её чередование с /х/ в конце слова и слога; наличие /j/ в интервокальном положении, отсутствие случаев выпадения /j/ и стяжения в возникающих при этом сочетаниях гласных; распространение сочетания бм; наличие у существительных женского рода с окончанием -а и твёрдой основой в форме родительного пад. ед. числа окончания -е; различение форм существительных и прилагательных во мн. числе для дательного и творительного пад.; распространение слов зе́лени, зеленя́, зе́ль (всходы ржи); паха́ть; лю́лька (подвешиваемая к потолку колыбель); коре́ц, ко́рчик (в значении ковш); дежа́, де́жка (посуда для приготовления теста); гре́бовать (в значении брезговать); слова с корнем чап (цап) для обозначения приспособления для вынимания сковороды из печи; пого́да (в значении — хорошая погода) и др.
Помимо южнорусских диалектных черт, в языковой комплекс группы входят черты южной, западной и юго-западной диалектных зон (I и II пучков изоглосс), общие черты с другими западными южнорусскими говорами, а также присущие именно для данной группы говоров своеобразные диалектные черты:

### Местные диалектные черты Верхне-Деснинской группы
1. Диссимилятивные типы яканья переходного характера[27][28][29], при которых представлены колебания в употреблении гласных [а] или [и] в положении перед ударным [е] или [о][30].
2. Произношение начального гласного [и] или отсутствие гласного в первом и во втором предударных слогах: 
  - произношение [и] в соответствии начальному /о/ в первом предударном слоге: [и]те́ц (отец), [и]͞ца́ (отца), [и]͞цы́ (отцы), [и]бêдат’ (обедать), [и]дна́ (одна), [и]на́ (она), [и]ны́ (они) и т. п.
  - отсутствие начального гласного в первом предударном слоге: тец (отец), бêдат’ (обедать), ны (они) и т. п.
  - редкие случаи отсутствия начального гласного во втором предударном слоге: топри́ (отопри), ͞дава́й (отдавай) и т. п., более регулярного в слове огурцы — гурцы́ (такое же произношение слова огурцы встречается в Верхне-Днепровской группе).
3. Произношение слова кукушка с предударным гласным [а]: к[а]ку́шка. Произношение слова кукушка с гласным [о] характерно для говоров северо-восточной диалектной зоны.
4. Наличие словоформ свекра́ (свекровь) и коро́[ми]сел (коромысло) в именительном пад. ед. числа. В говорах рязанской группы отмечается наличие словоформы коро[мы́]сли (pluralia tantum)[31].
5. Образование форм сравнительной степени прилагательных с суффиксом -êйше: добрêйше (добрее), бêлếйше (белее) и т. п. Подобные формы сравнительной степени прилагательных встречаются в некоторых говорах соседней Верхне-Днепровской группы.
6. Формы глаголов дать, есть во 2-м лице ед. числа: дади́ш, йеди́ш.
7. Наличие твёрдых задненёбных согласных в основе в форме именительного пад. мн. числа прилагательных и местоимений с безударными окончаниями: то́н[кы]йе, вс’а́[кы]йе и т. п. Данное явление также распространено в межзональных говорах А.
8. Наличие обобщения согласных в основе глаголов настоящего времени II спряжения в соответствии с чередованием согласных в основе в других говорах: ви́[д’]у (вижу), про[с’]у́ (прошу), л’у[б’]у́ (люблю) и т. п. Данное явление известно и в межзональных говорах А.
9. Распространение слов: жне́вник — «сжатое поле»; друга́к, друга́ч — «жеребёнок на втором году»; пискля́та — «цыплята»; пра́льник — «валёк для выколачивания белья»; горо́жа — «определенный вид изгороди» (последние два слова распространены также в межзональных говорах А); хорони́ть — «прятать» (для данной группы и межзональных говоров А характерно исключительное распространение этого слова)[32].

### Диалектные черты западных южнорусских говоров
Диалектные черты, распространённые на территориях Западной, Верхне-Днепровской и Верхне-Деснинской групп:
1. Диссимилятивное аканье жиздринского (белорусского) типа[14][15][33]. Совпадение гласных /о/ и /а/ в первом предударном слоге после парных твёрдых согласных в гласном [а] перед ударными [и], [у], [о], [е] и в гласном [ъ] перед ударным [а]: в[а]ды́, в[а]ди́чка, под в[а]до́й, по в[а]де́, но в[ъ]дá[34].
2. Распространение форм деепричастия прошедшего времени с суффиксом -мши и гласным [о] под ударением: покур’[о́]мши[35]. Данные формы известны также в межзональных говорах А и частично в говорах Курско-Орловской группы.
3. Распространение слова бура́к — «свекла».

Диалектные черты, распространённые на территориях Верхне-Деснинской группы и южной части Западной группы:
1. Наличие слова леп[е́]шка с е, не изменившимся в о. Даное произношение распространено восточнее в межзональных говорах А.
2. Произношение слова молния как молодн’а́.
3. Наличие двусложного окончания творительного пад. ед. числа у прилагательных женского рода: большо́йу, но́войу и т. п. Такие формы прилагательных также встречаются в межзональных говорах А.
4. Формы именительного пад. мн. числа прилагательных с ударным гласным [е] в окончании -еи, известные также в межзональных говорах А: молод[э́и], плох[е́и] и т. п.

Диалектные черты, распространённые на территориях Верхне-Днепровской и Верхне-Деснинской групп: 

Наличие гласного [а] в первом предударном слоге в случаях типа [а]ржи́, [а]л’ну́ и т. п.

### Диалектные черты, характерные для западной диалектной зоны
Территория Верхне-Деснинской группы говоров входит в южную часть ареала западной диалектной зоны и разделяет её диалектные черты, включая:
1. Наличие /j/ в основе в формах указательных местоимений, распространённое в западной части территории группы: [та́йа] (та) — [ту́йу] (ту), [то́йе] (то), [ты́йи] (те)[37].
2. Образование существительных с суффиксом -ак: сêд[а́к] (седок), ход[а́к] (ходок) и т. п.[5]
3. Употребление личных местоимений 3-го лица с начальным j: [йон], [йона́], [йоно́], [йоны́][5].
4. Ударение на первом слоге у прилагательных седьмой ([с’о́]мой) и шестой ([шо́]стой).
5. Распространение конструкции с предлогом с или з в случаях типа прие́хал з го́рода, вы́лез с я́мы в соответствии с предлогом из[5] и другие диалектные черты[38].

### Диалектные черты, характерные для южной диалектной зоны
1. Употребление таких типов глагольных парадигм I спряжения, в которых всегда или преимущественно под ударением произносится гласный е: нес[е́]ш, нес[е́]т, нес'[о́]м, нес[е́]те и т. п.
2. Распространение окончания -ого у прилагательных и местоимений родительного пад. ед. числа мужского рода: но́вого, мойего́ и т. п.
3. Произношение слов дыра, дырявый с мягким начальным д’: [ди]ра́, [ди]р’а́вой.
4. Наличие местоимения 3-го лица женского рода в винительном пад. ед. числа йейе́ и другие диалектные черты[39].